# KompoZer
 (novembre 2020).
Si vous disposez d'ouvrages ou d'articles de référence ou si vous connaissez des sites web de qualité traitant du thème abordé ici, merci de compléter l'article en donnant les références utiles à sa vérifiabilité et en les liant à la section « Notes et références ».
KompoZer est un éditeur HTML WYSIWYG basé sur Nvu, c'est-à-dire un logiciel permettant de créer des pages web (utilisant le code HTML) et en voyant le résultat final.
Il a été mis en téléchargement en mars 2007. Il remplace avantageusement Nvu (dont le développement a été arrêté à la version 1.0, en juin 2005) et apporte de nombreuses améliorations.
La version 0.8a4 mise en téléchargement en mai 2009 et les suivantes précédent la version 0.8 stable. Cette branche 0.8 de KompoZer apporte une meilleure stabilité grâce à une large réécriture du code, basé maintenant sur le moteur Gecko 1.8.1, de Mozilla, car Mozilla a donné son support. L'interface utilisateur offre de nouveaux outils : arbre DOM, CSS, modification du code, mise en évidence des blocs…
En juin 2011, son créateur a annoncé qu'il cessait son développement.

## Logiciels concurrents
Parmi les logiciels commerciaux : Adobe Dreamweaver et Adobe Creative Suite.
Parmi les logiciels libres (et gratuits) : Amaya, SeaMonkey, Mozilla Composer, BlueGriffon.

## Versions
- 8 juillet 2006 : 0.7.1
- 14 juillet 2006 : 0.7.5
- 23 juillet 2006 : 0.7.7
- 31 août 2007 : 0.7.10
- 12 mai 2009 : 0.8a4
- 11 octobre 2009 : 0.8b1
- 21 février 2010 : 0.8b2
- 2 mars 2010 : 0.8b3

### Articles  connexes
- Page web
- Conception de site web
- Nvu
- BlueGriffon